# Франц Гуннар Бенгтссон
Франц Гуннар Бенгтссон (швед. Frans Gunnar Bengtsson; *4 жовтня 1894, Тосшьо, ландскап Енгельсхольм, лен Сконе, Швеція — †19 грудня 1954, маєток Ріббінгфорс, на півночі Вестерйотланда) — шведський письменник, есеїст, поет, автор однієї з найбільш шанованих біографій короля Карла XII, також відомий завдяки знаному історичному роману «Рудий Орм».
У 1912 році закінчив середню школу і вступив до Лундського університету. Живучи в Лунді, багато читав і вдосконалювався в ораторському мистецтві та шахах. У 1930 році отримав ступінь ліцентіата філософії. У 1939 році одружився з Гердою Фінеман.
Під час Другої світової війни відзначився критикою нацизму.